# Инвазија трећих бића
Инвазија трећих бића (енгл. Invasion of the Body Snatchers, досл. Инвазија отимача тела) је амерички научно-фантастични хорор филм из 1978. године који је режирао Филип Кофман као адаптацију романа Отимачи тела, америчког писца Џона Финија. Поставу филма чине, између осталог, Доналд Садерланд, Брук Адамс, Вероника Картрајт, Џеф Голдблум и Ленард Нимој.

## Радња
Семе умируће врсте ванземаљаца, ношено соларним ветром, пада на Земљу и из њега ничу чудни цветови као паразити на другим биљкама.
Елизабет Дрискол почиње да примећује чудно, отуђено, понашање људи у последње време, па чак и код свог вереника Џефрија. Заједно са својим  пријатељима, доктором Метјуом Бенелом и брачним паром који чине Ненси и Џек Беличек, она убрзо открива да су сви људи које су познавали мртви и да су их замениле копије, настале из махуне чудних биљака. Једино што копије не поседују су емоције. Група од четворо последњих преживелих покушава да побегне из Сан Франциска, трудећи се да не показују своја осећања, у нади да ће пронаћи људе у другим градовима. Ненси открива да људи умиру док спавају, ако се у близини налази нека од махуна.
Када се раздвоје у бежању, Џек и Елизабет страдају. Неколико дана касније Ненси, која се најбоље снашла у скривању емоција, угледа Метјуа и први пут после дуже времена исказује своју срећу и позове га да је сачека. Међутим, када се Метју окрене, Ненси схвата да је и он постао један од њих и почиње да вришти у очају што је остала једина преживела у целом граду.

## Улоге
| Глумац            | Улога                       |
| ----------------- | --------------------------- |
| Доналд Садерланд  | др Метју Бенел              |
| Брук Адамс        | Елизабет Дрискол            |
| Вероника Картрајт | Ненси Беличек               |
| Ленард Нимој      | др Дејвид Кибнер            |
| Џеф Голдблум      | Џек Беличек                 |
| Арт Хиндл         | др Џефри Хоуел              |
| Лелија Голдони    | Катарина Хендли             |
| Кевин Мекарти     | човек који бежи             |
| Дон Сигел         | таксиста                    |
| Том Лади          | Тед Хендли                  |
| Филип Кофман      | човек са шеширом            |
| Роуз Кофман       | жена која се свађа са Џеком |
| Џо Белан          | Хари                        |